# メラヒ・メトゥア・ノ・テハーマナ
メラヒ・メトゥア・ノ・テハーマナ（Merahi metua no Tehamana、テハーマナの祖先たち）は、フランスの芸術家、ポール・ゴーギャン（1893年）による作品で、現在はシカゴ美術館に収蔵されている。この絵は、1891〜1893年に初めてタヒチを訪問した際のポール・ゴーギャンの現地の妻テハーマナの肖像画である。この結婚は、それが契約されたやり方とテハーマナの年齢のために常に論争を引き起こしてきた。結婚は1日の午後の間に完了し、テハーマナはその時13歳だった。
彫刻された頭部はまたテハーマナがモデルとなったとして知られている。彼女は、有名な『死霊が見ている』をはじめ、数々の当時の絵画のためにポーズを取った。